# Муравкі (Дзялдовський повіт)
Муравкі (пол. Murawki, нім. Murawken) — село в Польщі, у гміні Плосьниця Дзялдовського повіту Вармінсько-Мазурського воєводства.
Населення — 148 осіб (2011).
У 1975-1998 роках село належало до Цехановського воєводства.

## Демографія
Демографічна структура станом на 31 березня 2011 року:
|          | Загалом | Допрацездатний вік | Працездатний вік | Постпрацездатний вік |
| -------- | ------- | ------------------ | ---------------- | -------------------- |
| Чоловіки | 91      | 26                 | 58               | 7                    |
| Жінки    | 57      | 13                 | 32               | 12                   |
| Разом    | 148     | 39                 | 90               | 19                   |